# Le Causé
Le Causé település Franciaországban, Tarn-et-Garonne megyében. Lakosainak száma 131 fő (2022. január 1.). Le Causé Faudoas, Brignemont, Cabanac-Séguenville, Gariès, Goas és Maubec községekkel határos.

## Népesség
A település népessége az elmúlt években az alábbi módon változott:
| Lakosok száma | 135  | 138  | 142  | 137  | 135  | 135  | 134  | 132  | 131  |
|               | 2013 | 2015 | 2016 | 2017 | 2018 | 2019 | 2020 | 2021 | 2022 |